# Joueur de champ extérieur
Voltigeur
Pour les articles homonymes, voir Voltigeur.

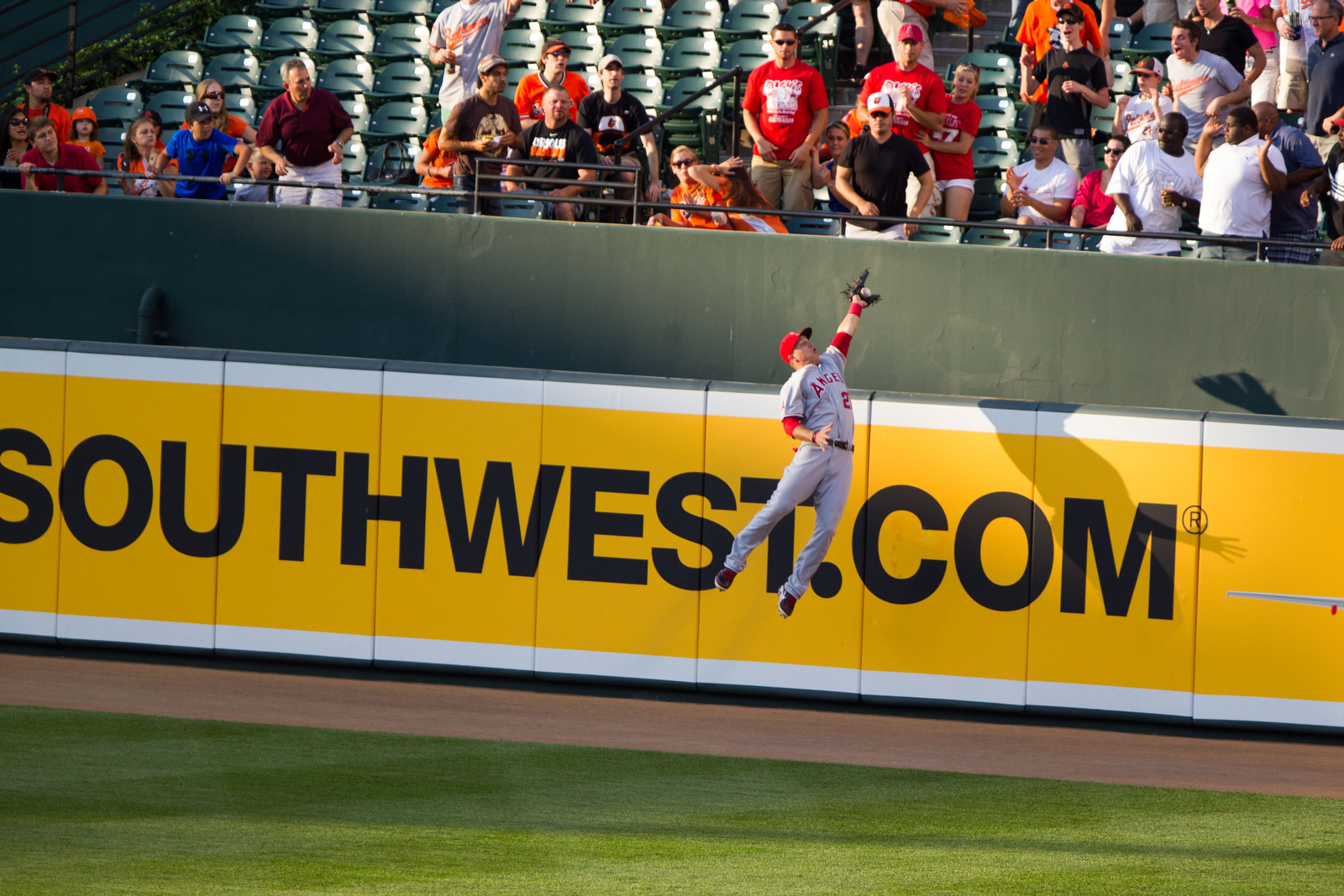
Mike Trout réalisant un attrapé au champ centre.

Au baseball, joueur de champ extérieur (ou Voltigeur au Canada, outfielder en anglais) désigne les trois champs : de gauche, de centre et de droite. Ces joueurs doivent savoir bien courir pour atteindre une balle frappée en jeu, et de préférence bien lancer d'une grande distance.
Le joueur du champ centre (centerfielder) est souvent le plus rapide, parce qu'il doit couvrir le plus de terrain. Ils peuvent enregistrer des assistances aussi en lançant la balle à un joueur de champ intérieur quand un coureur est en train d'avancer vers la base. Les assistances sont généralement peu nombreuses,. Les champs peuvent être des droitiers ou des gauchers, celui qui lance le mieux est bien souvent le champ droit (rightfielder), parce qu'il est le plus loin de la 3e base.

## Responsabilités
- Attraper la balle frappée en l'air : le plus souvent, un joueur de champ extérieur enregistre un retrait en attrapant directement la balle frappée en l'air.

- Relayer la balle aux joueurs de champ intérieur : si un frappeur réussit un coup sûr le joueur doit relancer la balle aussi vite que possible, pour empêcher le coureur d'atteindre la prochaine base.

## Comparaison des trois positions
- Le champ gauche est souvent le plus faible défensivement. Il a la plus courte distance pour atteindre la 3e base et ne doit pas courir autant que le champ centre.

- Le champ centre est souvent le meilleur coureur parce qu'il a les plus grandes distances à faire.

- Le champ droite est le plus loin du 3e base et doit donc faire le plus grand lancer pour l'atteindre.

## Joueurs de champ extérieur auTemple de la renommée
| champ gauche - Lou Brock - Jesse Burkett - Fred Clarke - Kiki Cuyler - Ed Delahanty - Goose Goslin - Chick Hafey - Rickey Henderson - Monte Irvin - Joe Kelley - Ralph Kiner - Heinie Manush - Joe Medwick - Stan Musial - Jim O'Rourke - Tim Raines - Jim Rice - Al Simmons - Willie Stargell - Billy Williams - Ted Williams - Dave Winfield - Carl Yastrzemski |  | champ centre - Richie Ashburn - Earl Averill - Cool Papa Bell - Willard Brown - Max Carey - Oscar Charleston - Ty Cobb - Earl Combs - Joe DiMaggio - Larry Doby - Hugh Duffy - Elmer Flick - Ken Griffey Jr. - Bill Hamilton - Pete Hill - Mickey Mantle - Willie Mays - Kirby Puckett - Ed Roush - Duke Snider - Tris Speaker - Turkey Stearnes - Cristobal Torriente - Lloyd Waner - Zack Wheat - Hack Wilson |  | champ droit - Hank Aaron - Roberto Clemente - Sam Crawford - Andre Dawson - Vladimir Guerrero - Tony Gwynn - Harry Heilmann - Harry Hooper - Reggie Jackson - Al Kaline - Willie Keeler - King Kelly - Chuck Klein - Tommy McCarthy - Mel Ott - Sam Rice - Frank Robinson - Babe Ruth - Enos Slaughter - Sam Thompson - Larry Walker – qui sera intronisé le 26 juillet 2020 - Paul Waner - Ross Youngs |